# Ранко Деспотович
Ранко Деспотович (серб. Ranko Despotović, нар. 21 січня 1983, Лозниця, СФРЮ) — сербський футболіст, нападник, фланговий півзахисник. Виступав за національну збірну Сербії.

## Клубна кар'єра
У дорослому футболі дебютував 2000 року виступами за команду клубу «Лозниця», в якій провів три сезони, взявши участь у 64 матчах чемпіонату.
Згодом з 2003 по 2005 рік грав у складі «Воєводини» та, на орендних умовах, за «Мачву».
Своєю грою за останню команду знову привернув увагу представників тренерського штабу клубу «Воєводина», до складу якого повернувся з оренди 2005 року. Цього разу відіграв за команду з Нового Сада наступні два сезони своєї ігрової кар'єри. Більшість часу, проведеного у складі «Воєводини», був основним гравцем команди. У складі «Воєводини» був одним з головних бомбардирів команди, маючи середню результативність на рівні 0,36 голу за гру першості.
Протягом 2008—2014 років захищав кольори клубів «Рапід» (Бухарест), «Реал Мурсія», «Саламанка», «Жирона», «Урава Ред Даймондс» та «Сідней».
2014 року уклав контракт з клубом «Алавес», у складі якого провів наступні два роки своєї кар'єри гравця.
Протягом частини 2016 року захищав кольори команди клубу «Кадіс».
До складу клубу «Марбелья» приєднався 2016 року. 2017 року, граючи за цей клуб, припинув виступи на професійному рівні.

## Виступи за збірну
2007 року дебютував в офіційних матчах у складі національної збірної Сербії. Наразі провів у формі головної команди країни 4 матчі.